# Catapoecilma harmani
Catapoecilma harmani är en fjärilsart som beskrevs av Alan Charles Cassidy 1982. Catapoecilma harmani ingår i släktet Catapoecilma och familjen juvelvingar. Inga underarter finns listade i Catalogue of Life.